# Tabanus signifer
Tabanus signifer är en tvåvingeart som beskrevs av Walker 1856. Tabanus signifer ingår i släktet Tabanus och familjen bromsar. Inga underarter finns listade i Catalogue of Life.